# Municipio de Union (condado de Barton, Misuri)
El municipio de Union (en inglés: Union Township) es un municipio ubicado en el condado de Barton en el estado estadounidense de Misuri. En el año 2010 tenía una población de 507 habitantes y una densidad poblacional de 5,42 personas por km².

## Geografía
El municipio de Union se encuentra ubicado en las coordenadas 37°36′38″N 94°18′40″O / 37.61056, -94.31111. Según la Oficina del Censo de los Estados Unidos, el municipio tiene una superficie total de 93.55 km², de la cual 92,98 km² corresponden a tierra firme y (0,6 %) 0,56 km² es agua.

## Demografía
Según el censo de 2010, había 507 personas residiendo en el municipio de Union. La densidad de población era de 5,42 hab./km². De los 507 habitantes, el municipio de Union estaba compuesto por el 96,84 % blancos, el 0,59 % eran amerindios, el 0,2 % eran asiáticos, el 0,99 % eran de otras razas y el 1,38 % eran de una mezcla de razas. Del total de la población el 1,97 % eran hispanos o latinos de cualquier raza.